# Callia purpureipennis
Callia purpureipennis là một loài bọ cánh cứng trong họ Cerambycidae.